# Café Charbon
Pour l’article homonyme, voir Café-charbon.
Le Café Charbon de Nevers est une salle de concert française située à Nevers, dans le département de la Nièvre en Bourgogne Franche-Comté (France).

## Histoire
Depuis les années 1970, toute la circulation routière passait par cette déviation traversant et coupant Nevers en deux, les feux routiers provoquaient d'immenses bouchons lors des grands départs. La mairie de Nevers rachète ce bâtiment à un cuisiniste (Espace Confort) avec pour projet la construction d'un rond-point en remplacement de ces feux de circulation, pour fluidifier le trafic.
Dans les années 1987/1988, à leur création, Les Tambours du Bronx groupe en devenir, répétaient dans la cour des Montôts et cherchaient un lieu plus adapté et abrité pour leurs répétitions.
Après de nombreuses recherches infructueuses, en 1991 la mairie propose ce local en attente de démolition. Les Tambours du Bronx s’emparent du lieu pour y répéter et organiser les premiers concerts dans l'ex grande salle, alors seule accessible au public. Le lieu, renommé « Café Charbon », se développe et prend peu à peu sa place dans le paysage culturel local...
Le grand projet autoroutier de déviation par le contournement de Nevers est lui aussi lancé, et le Café Charbon, promis à démolition, n’est plus finalement considéré comme indispensable pour les travaux du rond-point de la Croix Joyeuse, ce qui permet aux Tambours du Bronx de continuer à y exercer leurs activités.
En 1994, les Tambours du Bronx se scindent en deux collectifs. Les Tambours du Bronx partiront sur Imphy où ils développeront leurs propres locaux de répétitions et d'enregistrements et les Métalovoices qui, après avoir transité par les abattoirs de Nevers, rejoindront Corbigny et créeront La Transverse. Une association (Au Charbon) est créée par des anciens membres et d'autres sensibilités pour reprendre l’activité culturelle jusqu’à la fermeture du bâtiment pour travaux en 2018.
Le bâtiment bénéficiera de plusieurs phases de travaux entre 1994 et 2007 parallèlement au développement des activités : diffusion, accompagnement de groupes amateurs, professionnels, soutien à la création, action culturelle.
En 2016, Nevers Agglomération déclare le Café Charbon d’intérêt communautaire, l’incluant dans son patrimoine. Avec le soutien des autres partenaires publics (État, Région Bourgogne Franche-Comté, Département de la Nièvre) émerge alors un ambitieux projet de réhabilitation et d’extension.
En novembre 2021, à la suite de l'Appel à Manifestation d'Intérêt lancé par Nevers Agglomération, le tout nouveau Café Charbon est mis à disposition du Collectif Carbone Café pour y exercer ses activités de diffusion, de création, d’accompagnement des pratiques et de médiation culturelle, liées aux musiques actuelles.

## Spectacles
Deuxième scène du département de la Nièvre après la Maison de la Culture de Nevers, le Café Charbon offre un cadre accueillant et professionnel pour les amoureux de la musique. De nombreux groupes régionaux, des festivals et toujours de nouveaux projets animent ce lieu.

## Architecture

Café Charbon
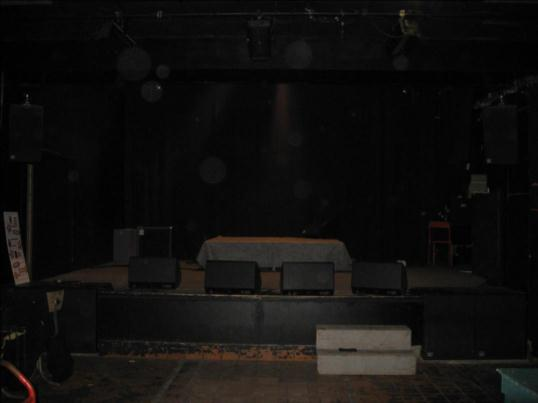
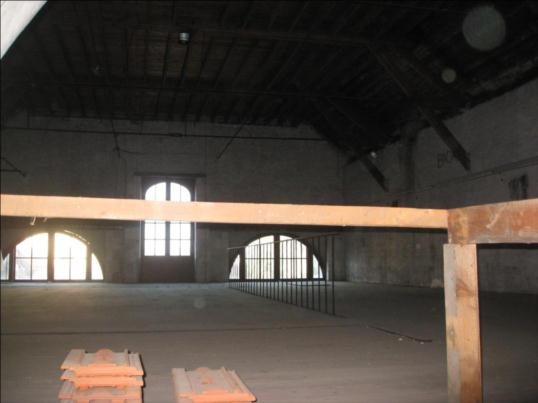
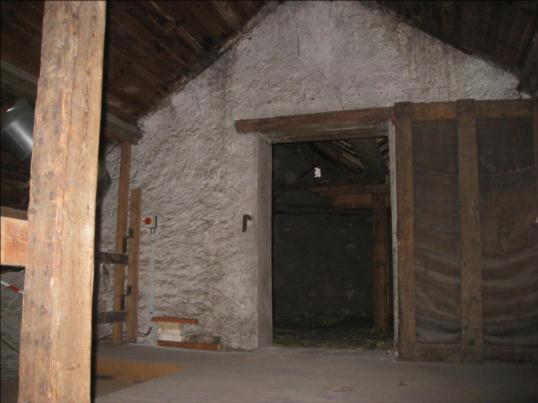